# Barraba
Barraba est un village dans la région de Nouvelle-Angleterre, en Nouvelle-Galles du Sud (Australie). Le village était la capitale du comté de Barraba, toutefois le village et son comté furent amalgamés en 2004 dans la Région de Tamworth. Barraba est dans la Zone Importante pour des Oiseaux de Bundarra et Barraba qui conserve l'habitat d'un oiseau en voie de disparition, le méliphage régent (Anthochaera phrygia). 
Barraba se trouve à 477 kilomètres au nord-ouest de Sydney, à 548 kilomètres au sud-ouest de Brisbane, et à 90 kilomètres au nord de Tamworth. La Rivière Manilla coule à côté du village. Barraba se trouve sur la route touristique Fossickers Way et le village se trouve dans la chaîne de montagnes Nandewar Range. Sa superficie est de 528,22 km2.

## Histoire
Les Kamilaroi vivaient dans le district avant l’arrivée des Européens. Le premier européen dans le district était l’exploreur et botaniste Allan Cunningham en 1827. La première ferme dans le district, Barraba Station, fut établie en 1837 ou 1838,. L’emplacement de la future ville fut inspecté en 1852.
La découverte de l’or assista le développement du village. Le premier bureau de poste fut ouvert en 1856 et la première école fut ouverte en 1861. La première église anglicane fut construite en 1876 et la première banque fut ouverte aussi en 1876. Le premier hôtel, the Commercial Hotel, fut construit en 1878 et le palais de Justice fut construit en 1881. Barraba fut déclaré officiellement une ville en 1885,. L’hôpital fut construit en 1891 et l’église méthodiste fut construite en 1898.
Le local journal, The Barraba Gazette, commença sa publication en 1900. L’église catholique fut construite en 1906. La voie ferrée parvint à la ville en 1908 toutefois le dernier train voyagea à Barraba en 1983 et la voie ferrée fut fermée en 1987. Le barrage de Connors Creek fut construit en 1933. Ce barrage améliora l'approvisionnement en eau au village.

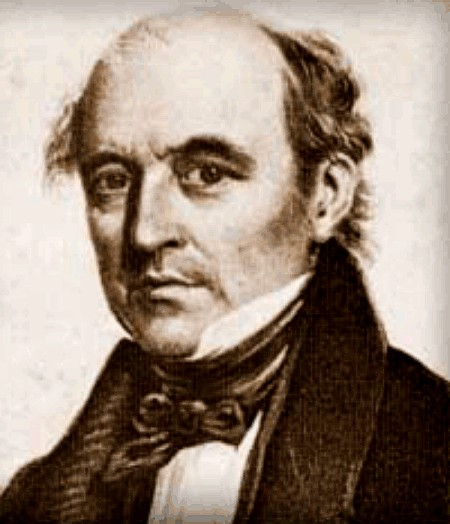
Allan Cunningham
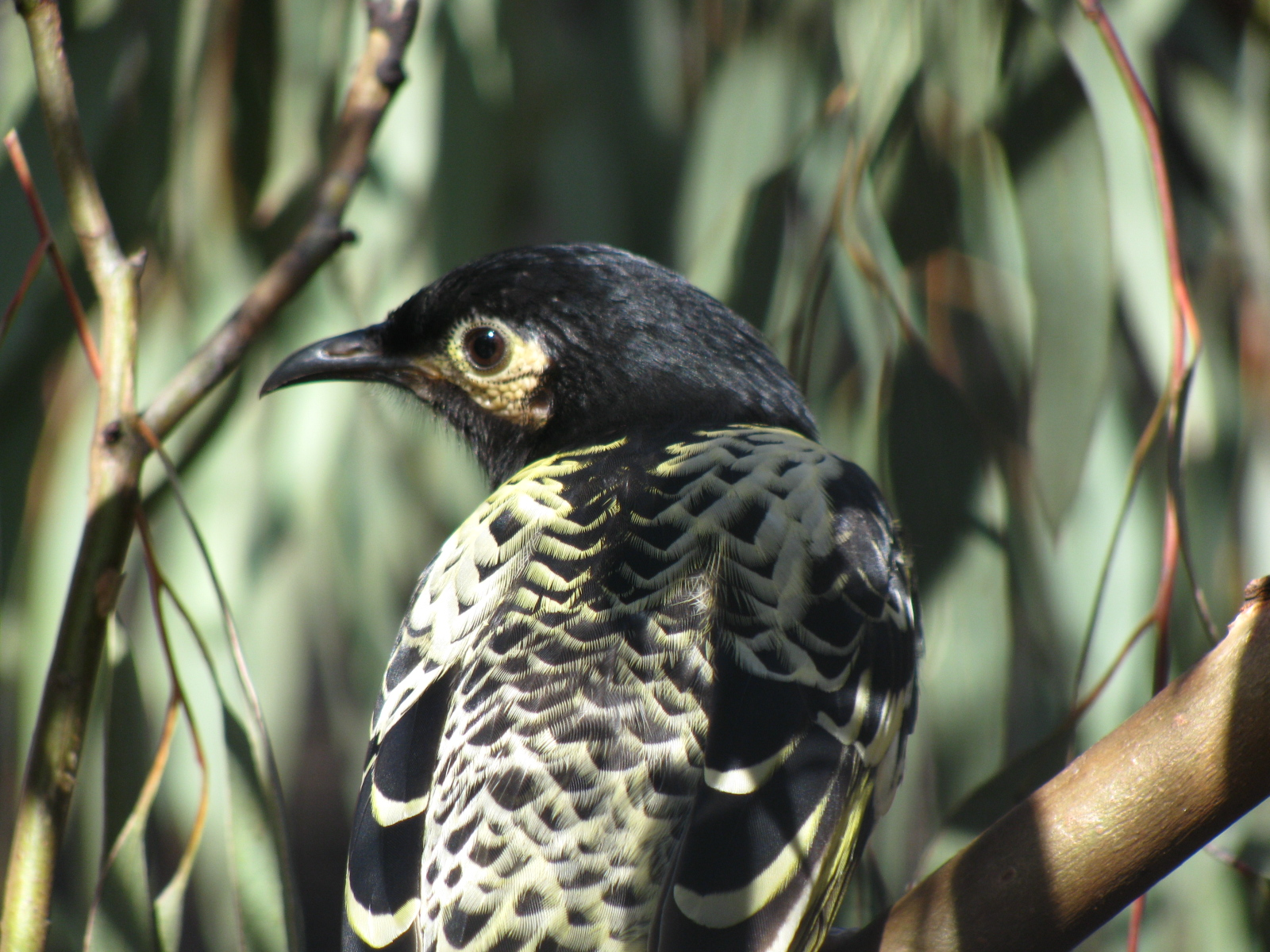
le méliphage régent (Anthochaera phrygia)

## Exploitation minière

### Cuivre
Le cuivre fut découvert à Gulf Creek en 1889 et la première mine fut établie en 1892. Gulf Creek se trouve à 22 kilomètres au nord-est de Barraba. Un petit village fut établi qui eut un hôtel, une école, et un bureau de poste. La mine était la plus grande mine de cuivre de Nouvelle-Galles du Sud en 1901 et le village eut 300 habitants. La mine fut fermée dans les années 1930 et le bureau de poste fut fermé en 1966. Le petit village est maintenant une ville fantôme.

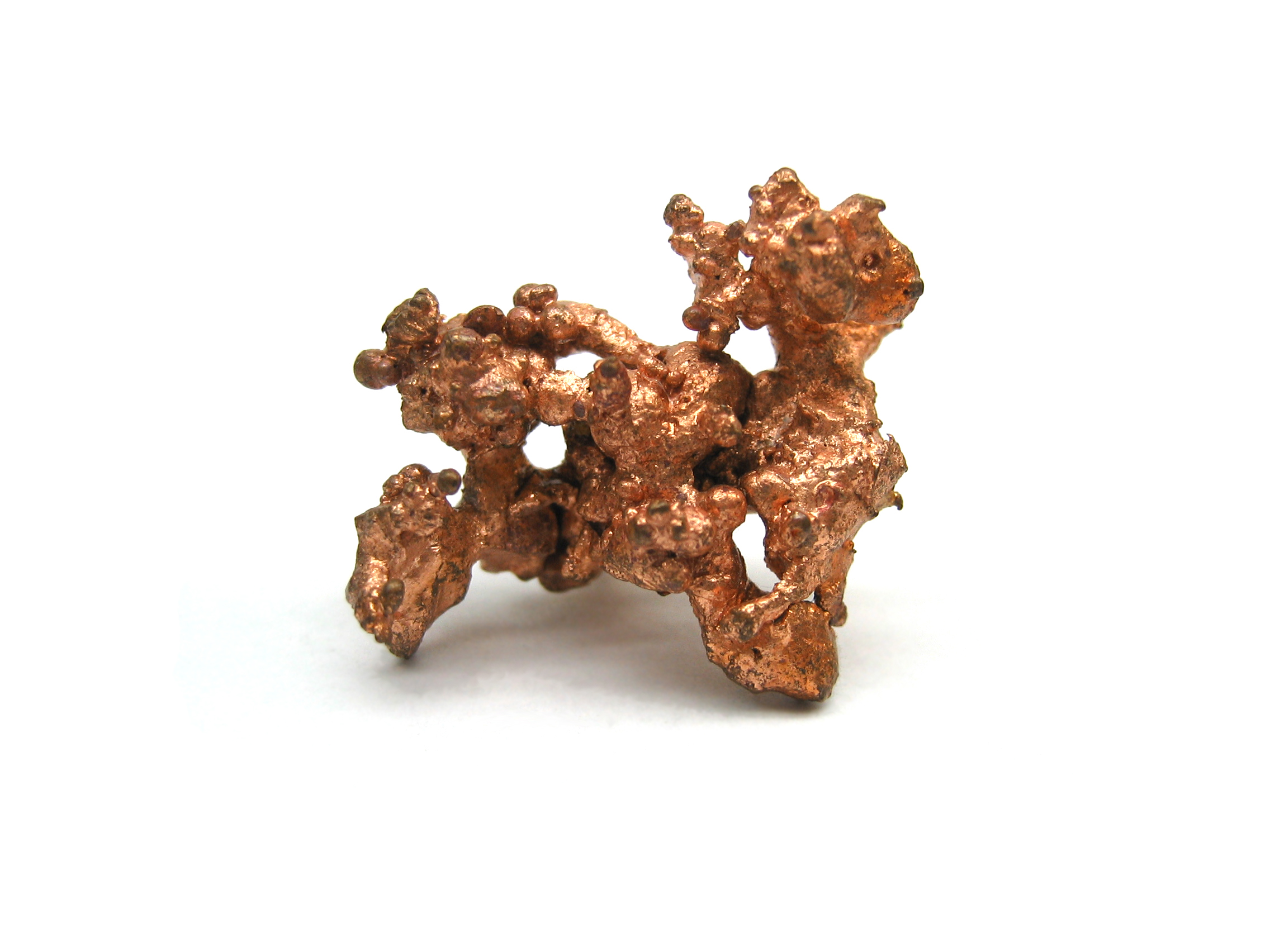
Cuivre natif

### Asbeste
L’asbeste fut extrait de 1919 à 1983 près de Woodsreef, qui était un village à 15 kilomètres à l'est de Barraba. La mine fut agrandie en 1974. La mine produisit 500,000 tonnes d’asbeste blanc. Les opérations minières laissèrent 75 000 000 tonnes de déchets et 25 000 000 tonnes d’asbeste broyé. Le depôt de déchets d’asbeste couvre 43 hectares et atteint jusqu’à 70 mètres de hauteur.
Un reportage de télévision en 2008 a décrit l'inquiétude grandissante que l’asbeste abandonné pouvait être un risque pour la santé pour les résidents et les visiteurs. La Fondation des Maladies de l'amiante d'Australie (The Asbestos Diseases Foundation of Australia) réclama qu'il faudrait réhabiliter l’emplacement de la mine. La Fondation a demandé aussi que le public ne devrait pas entrer dans l’emplacement de la mine. Une route publique traversa l’emplacement de la mine jusqu’à ce que la route fut fermée en 2013. Le petit village est maintenant une ville fantôme.
Le Service pour la Santé de Hunter-New England (Hunter New England Health) a mené une étude urgente des conséquences pour la santé de la communauté de Barraba. L'étude a été réalisée mais ses résultats n’ont pas été publiés.

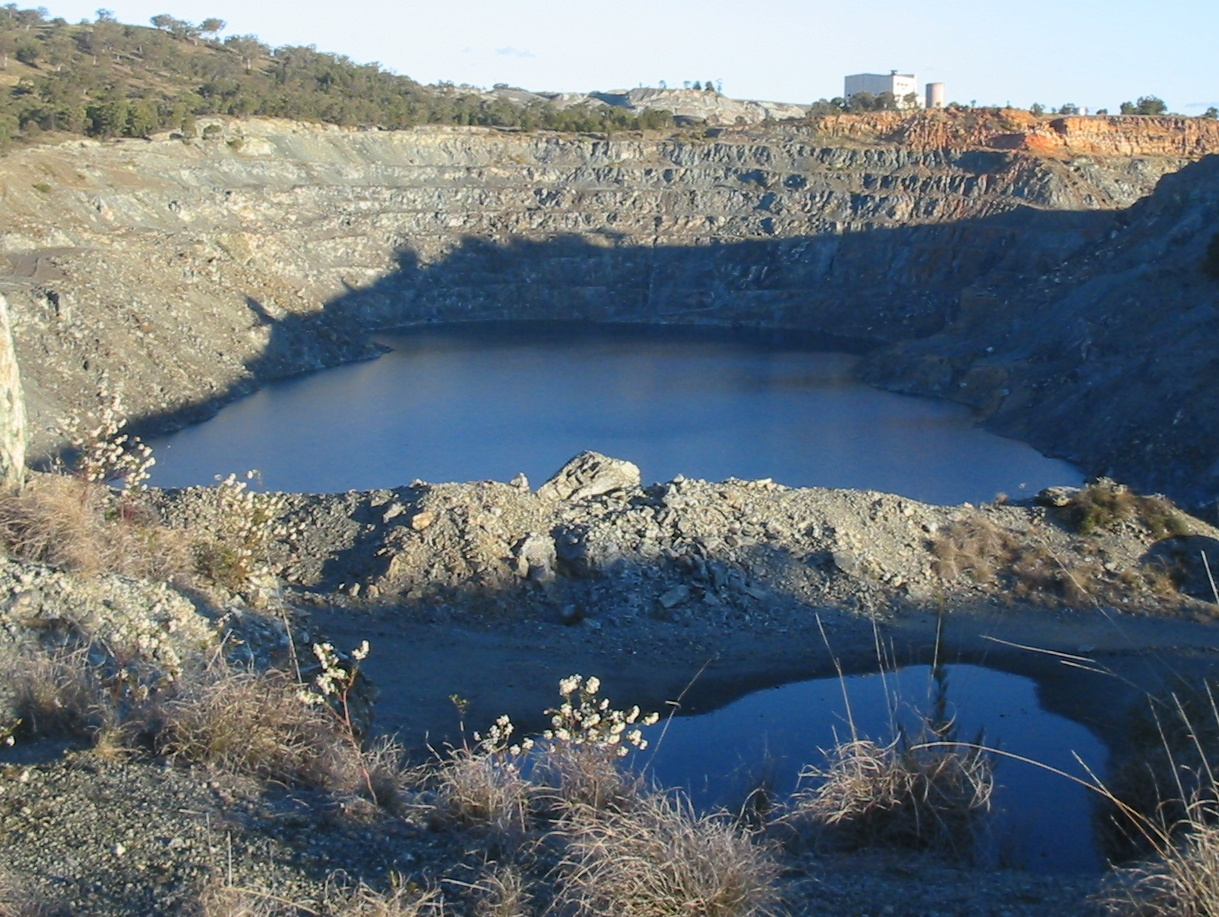
La mine à Woodsreef
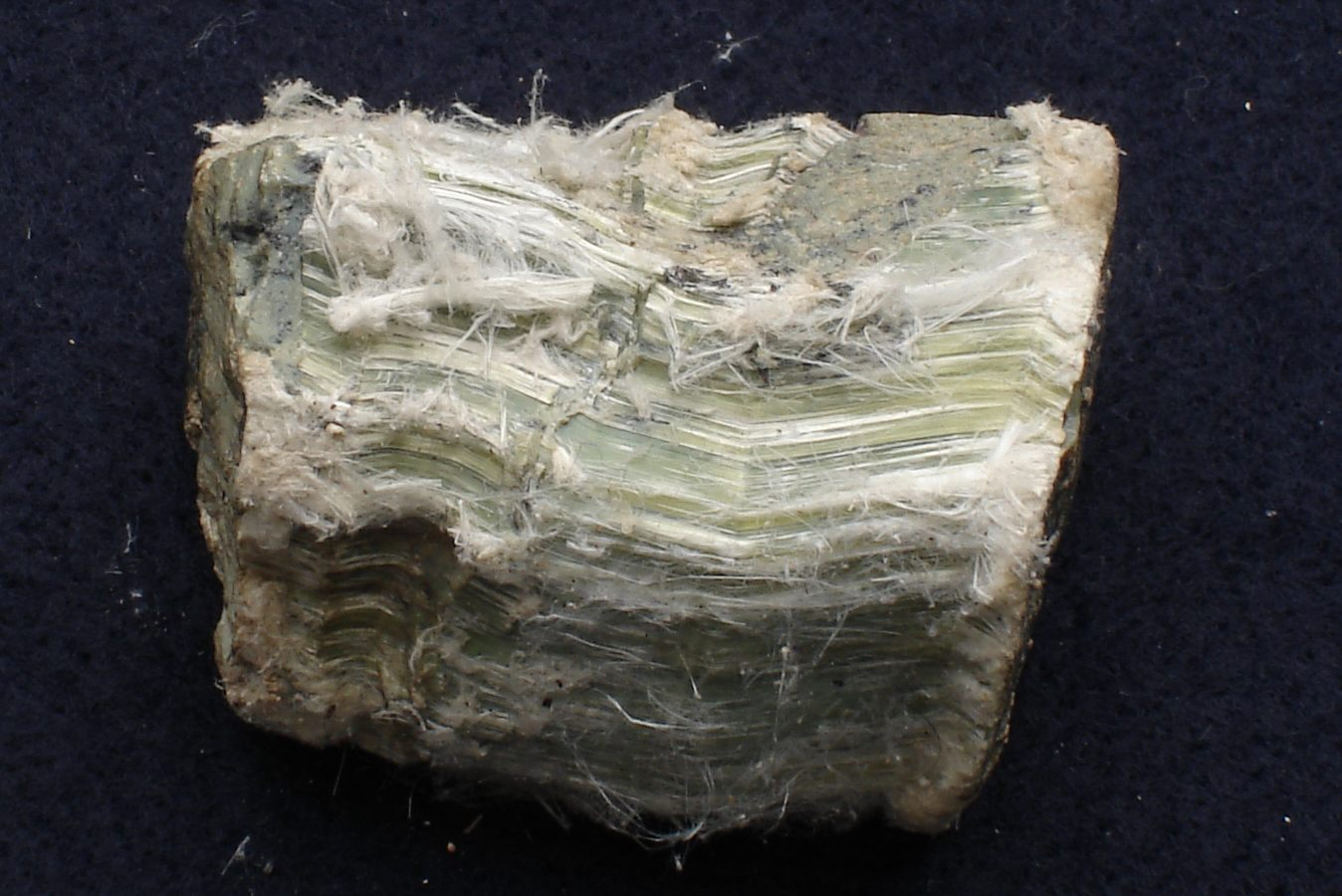
Asbeste
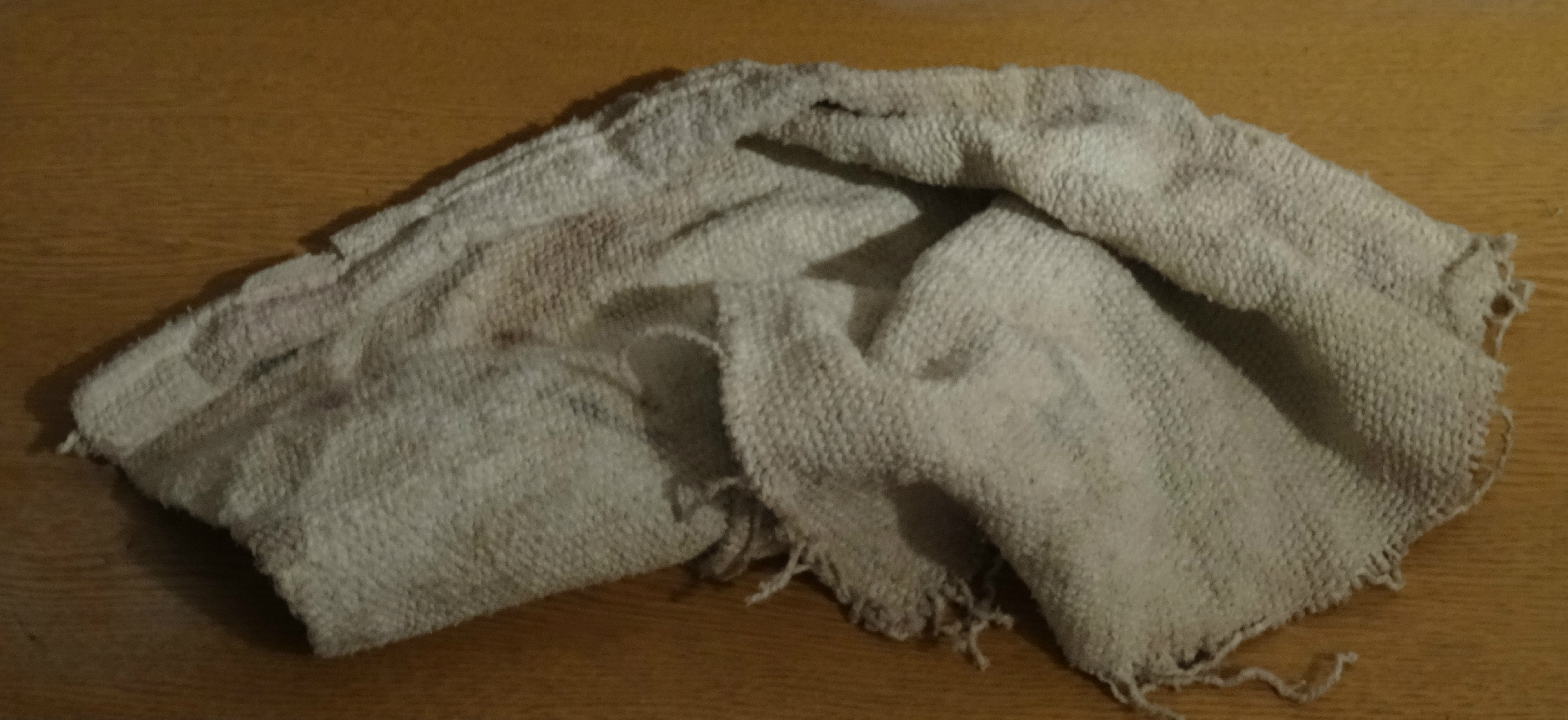
Tissu d'asbeste
Asbestose

### Kieselguhr
Une mine de kieselguhr fut créée en 1982.

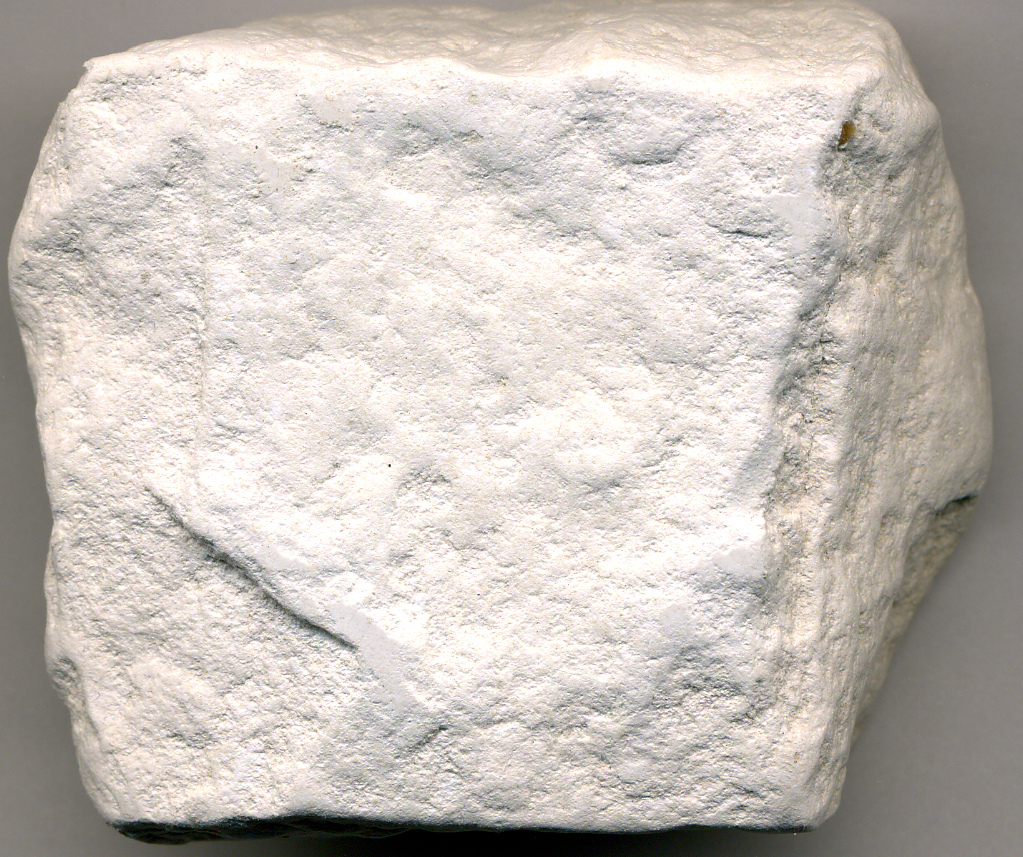
Kieselguhr

### Prospection
Les pyrites, le jaspe, les grenats, le zéolithe et le quartz rouge, marron et jaune sont trouvés dans le district. On peut aussi trouver des fossiles.

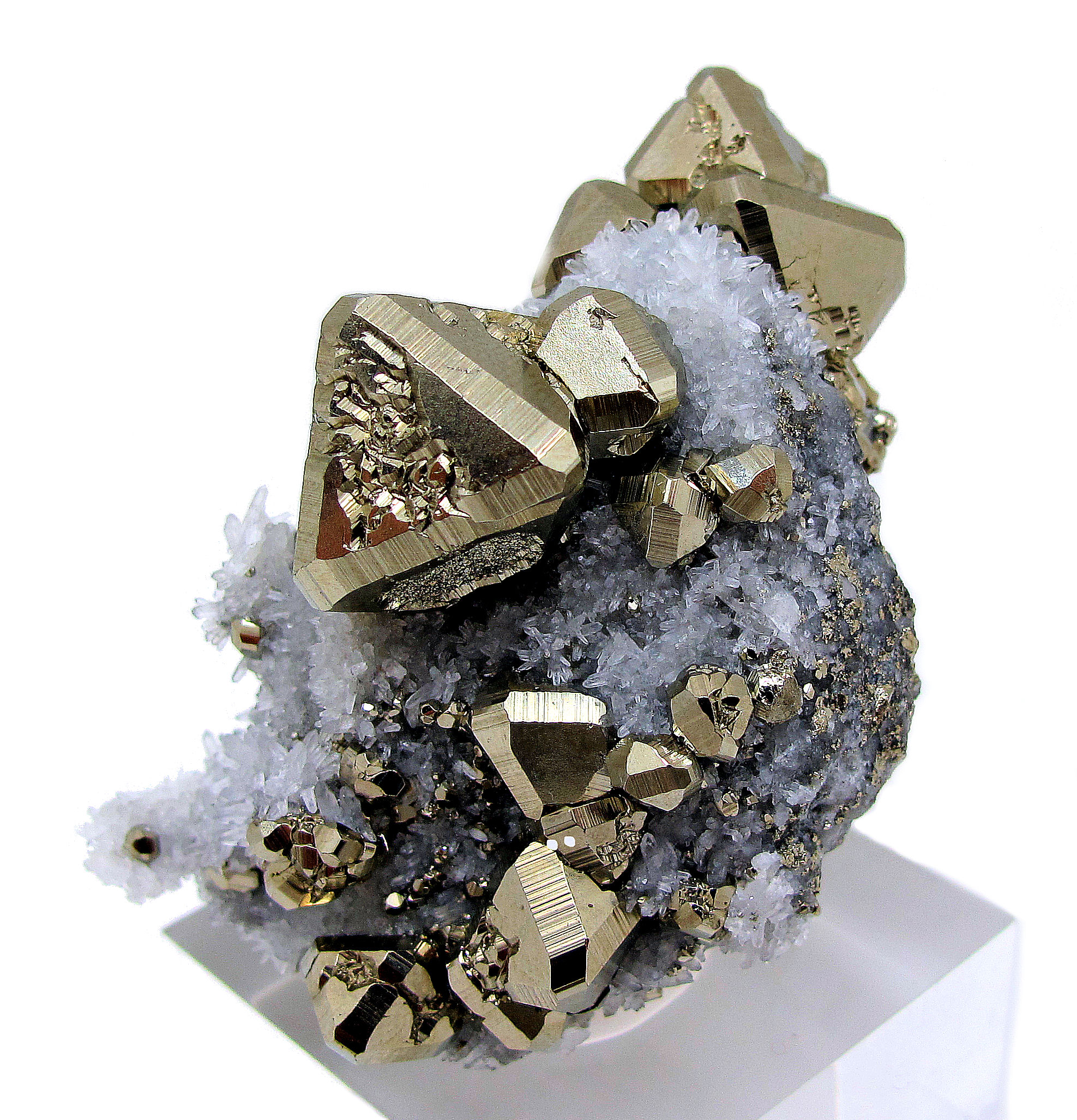
Pyrite
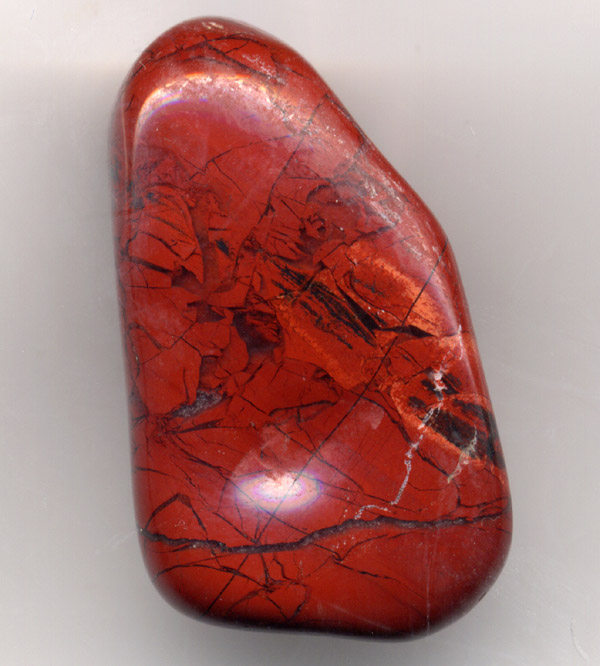
Jaspe rouge
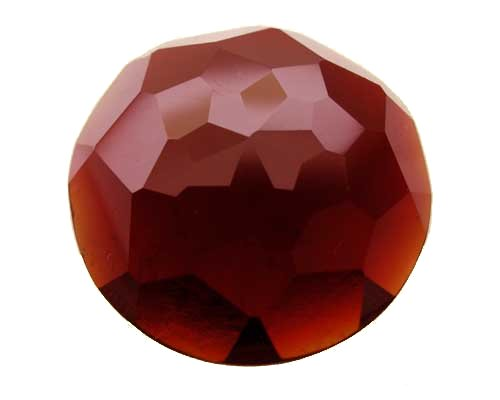
Grenat
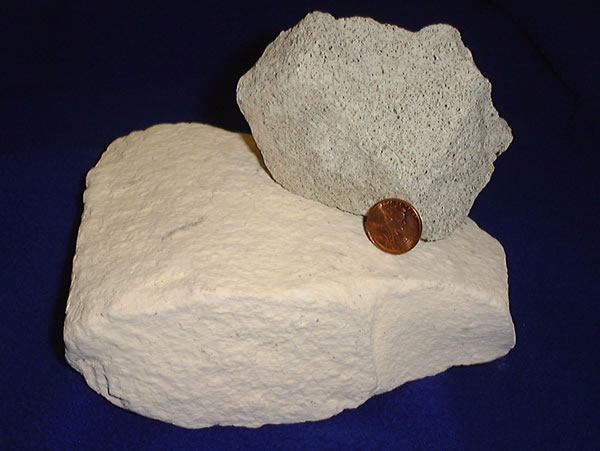
Zéolithe

## Agriculture
Les bovins de boucherie, les moutons mérinos sont élevés dans le district et le blé y est cultivés.

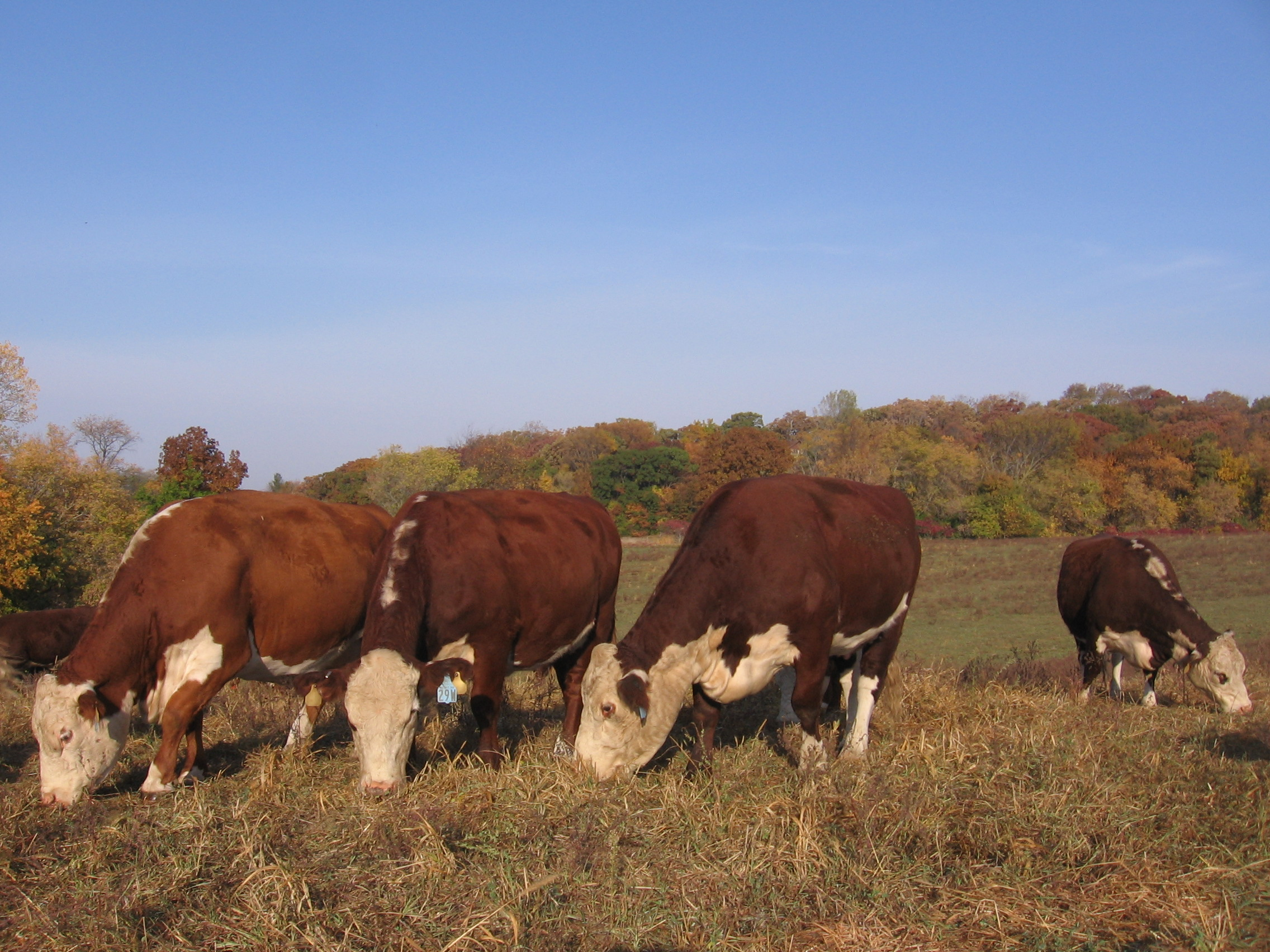
Bovins de boucherie
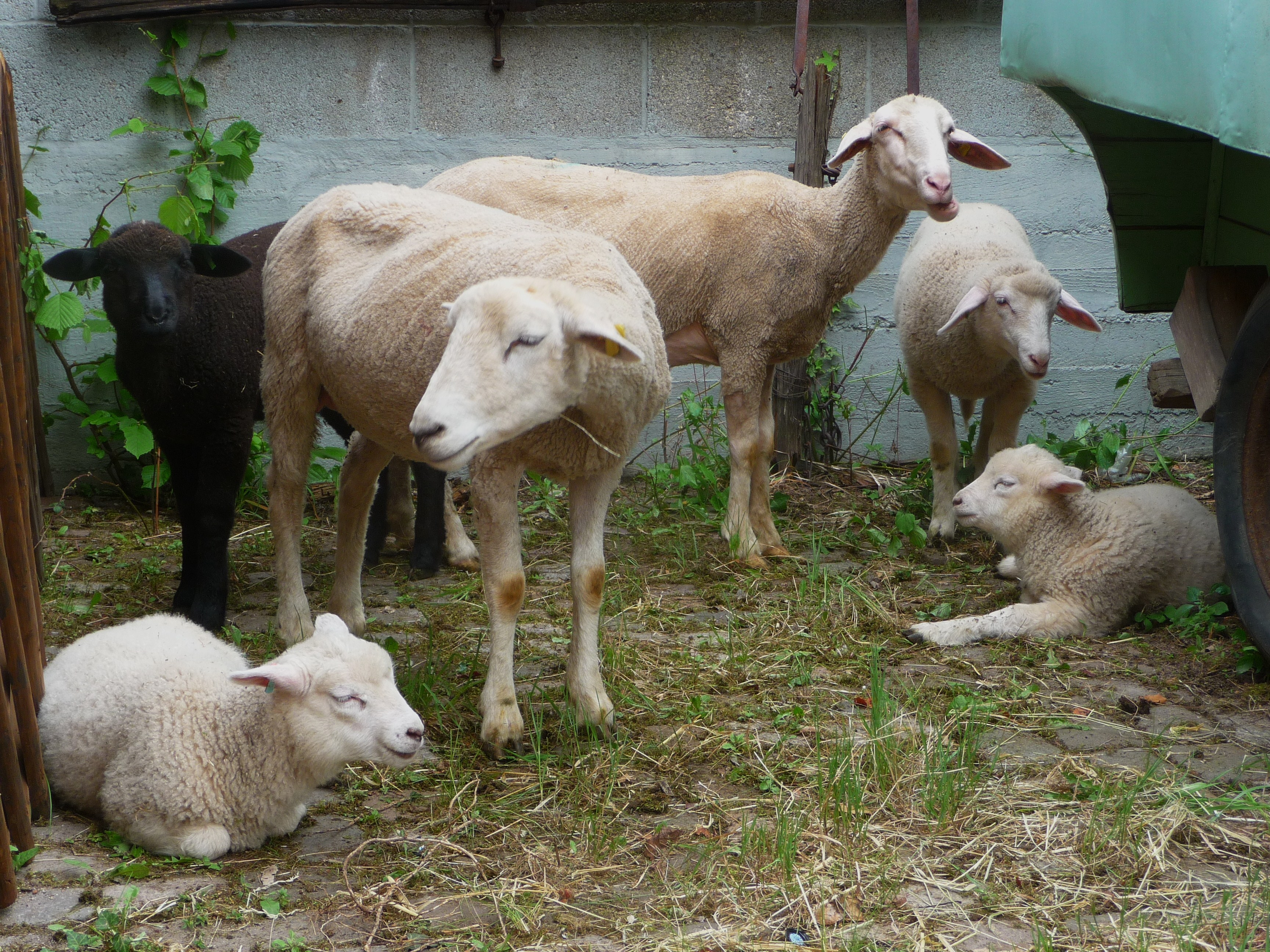
Mérinos
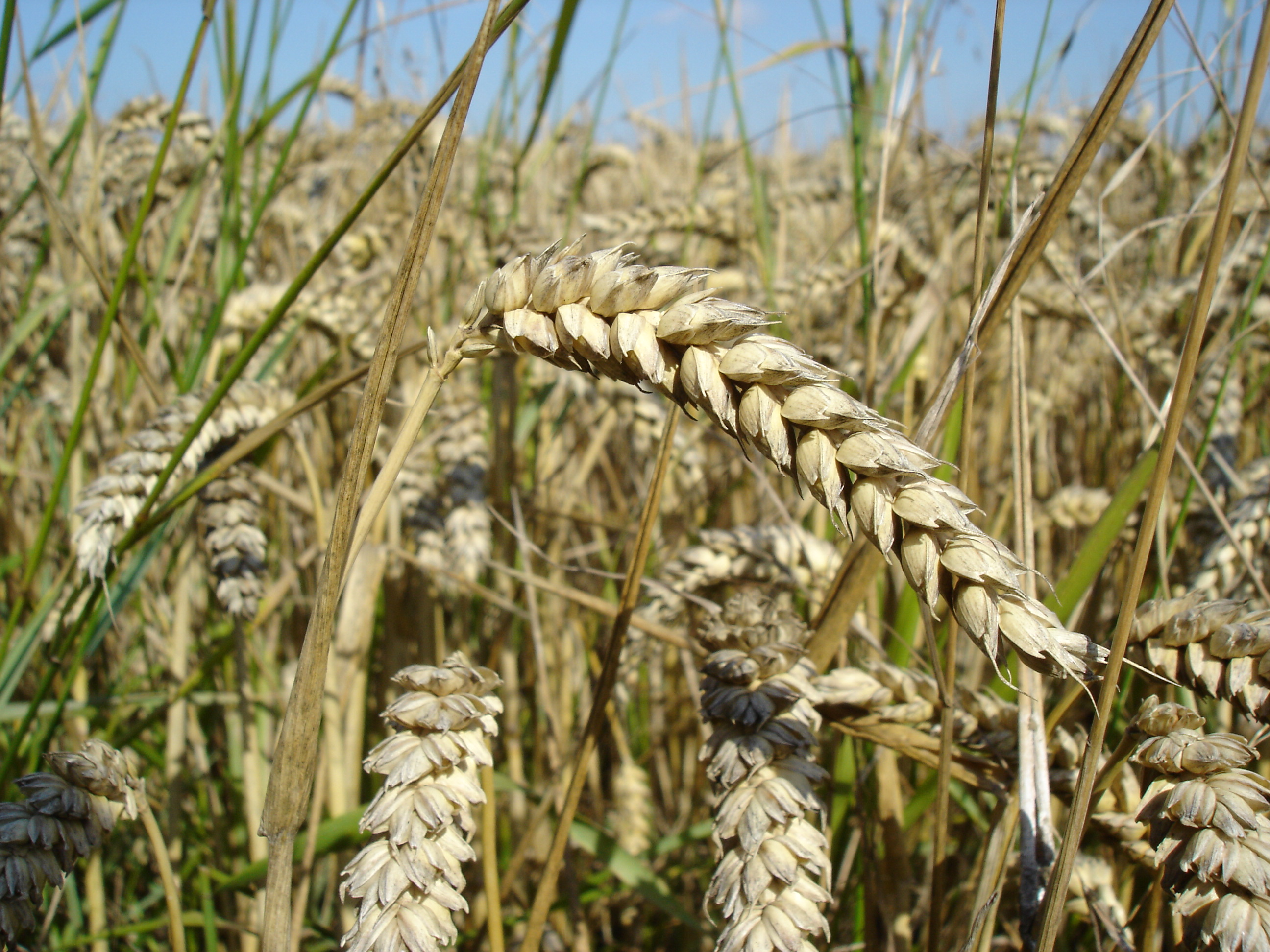
Blé

## Climat
Barraba connaît des étés chauds et humides et des hivers froids et secs. La température la plus élevée enregistrée est de 41,8 °C et la température la plus basse enregistrée est de −9,4 °C. La pluviosité annuelle moyenne est de 688,7 mm et la pluviosité quotidienne la plus élevée enregistrée est de 194,3 mm qui tomba le 25 février 1955.

## L'approvisionnement en eau
Avant la construction du barrage de Split Rock, Barraba extrayait l’eau à la rivière Manilla, au ruisseau Barraba et au barrage de Connors Creek. Quand ces sources diminuaient, le village extrayait l’eau aux puits d’urgence. 
Le barrage de Split Rock fut construit en 1988 et une conduite du barrage au village fut complété en 2015. 

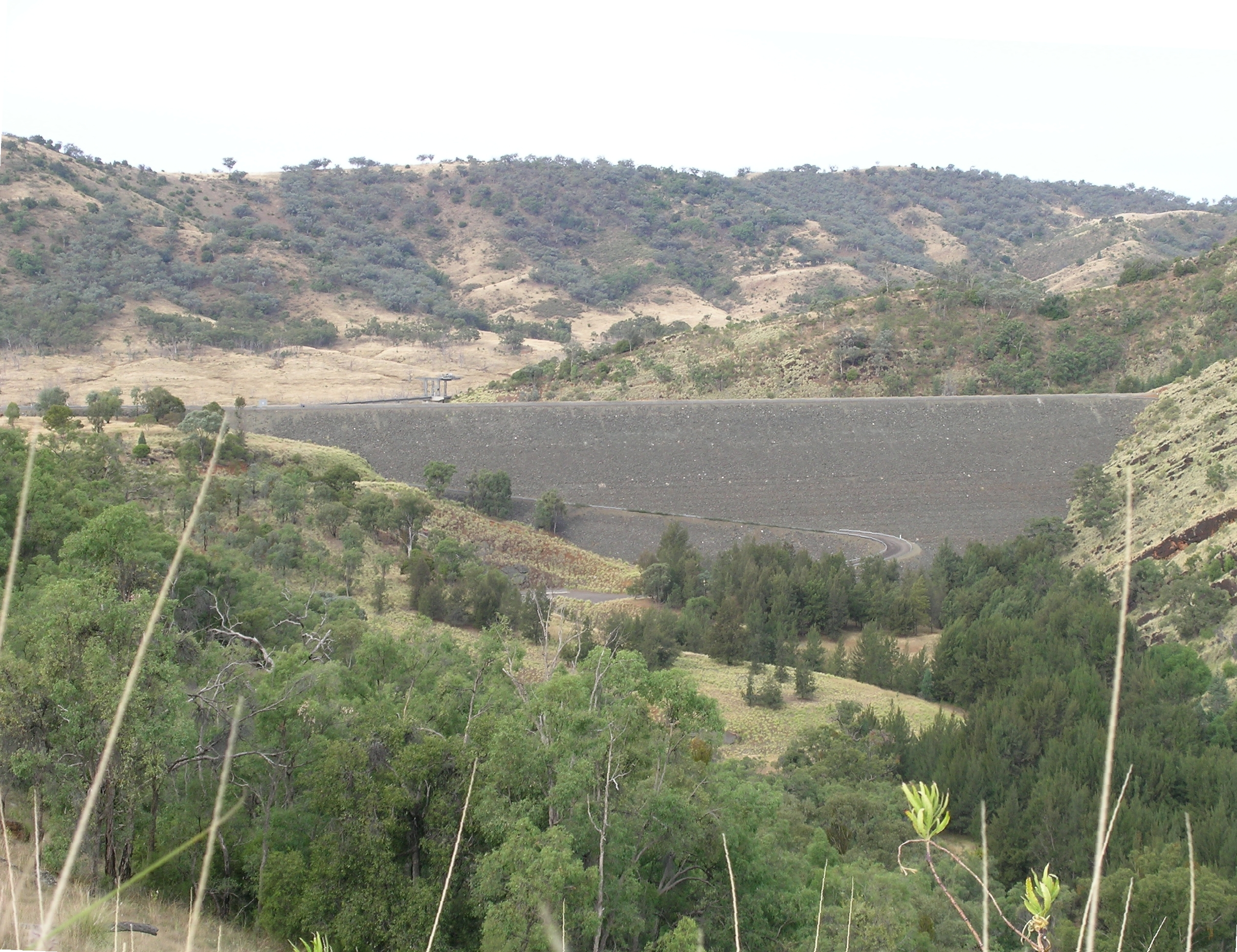
La Barrage de Split Rock

## Photos

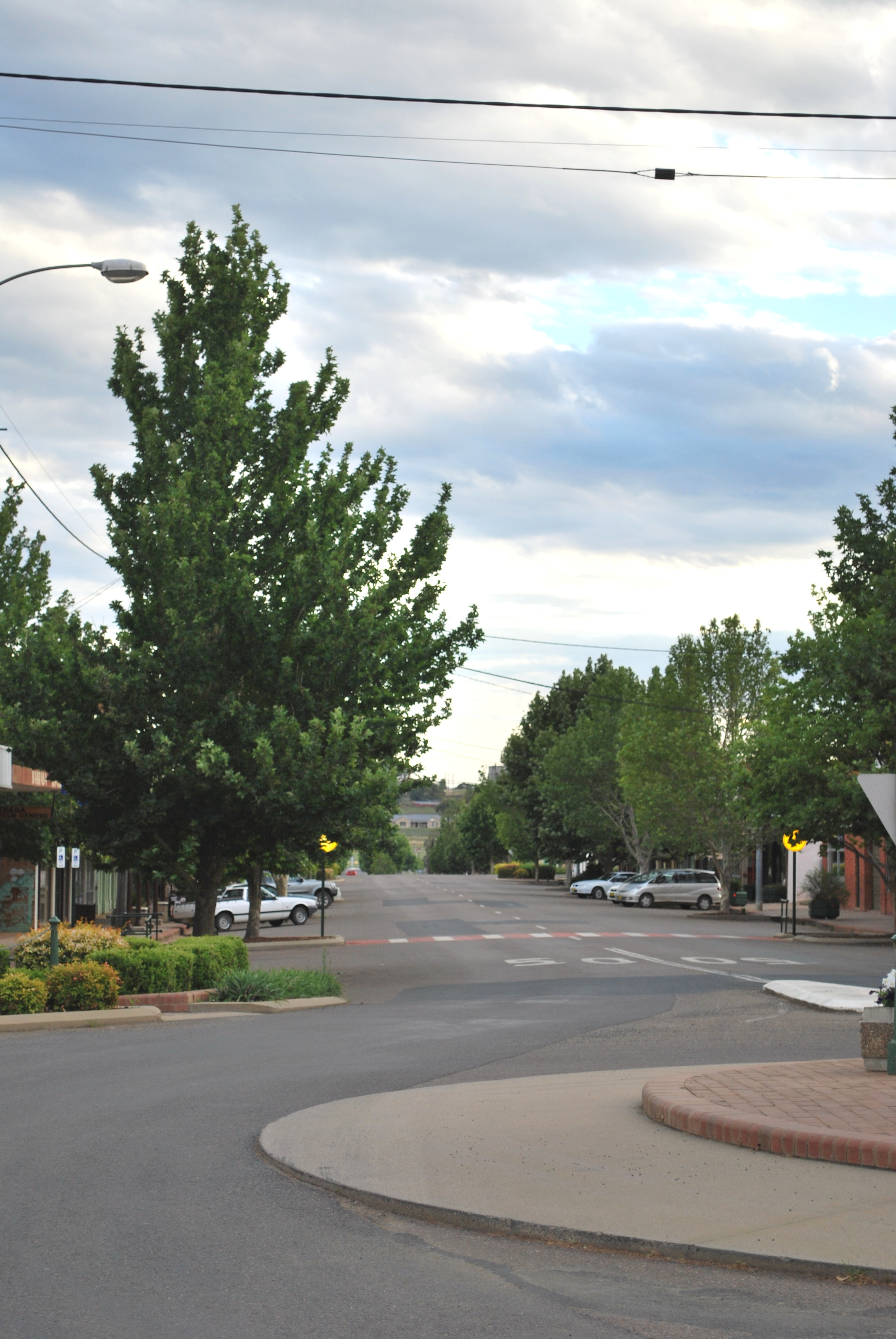
Queen Street est la rue principale de Barraba
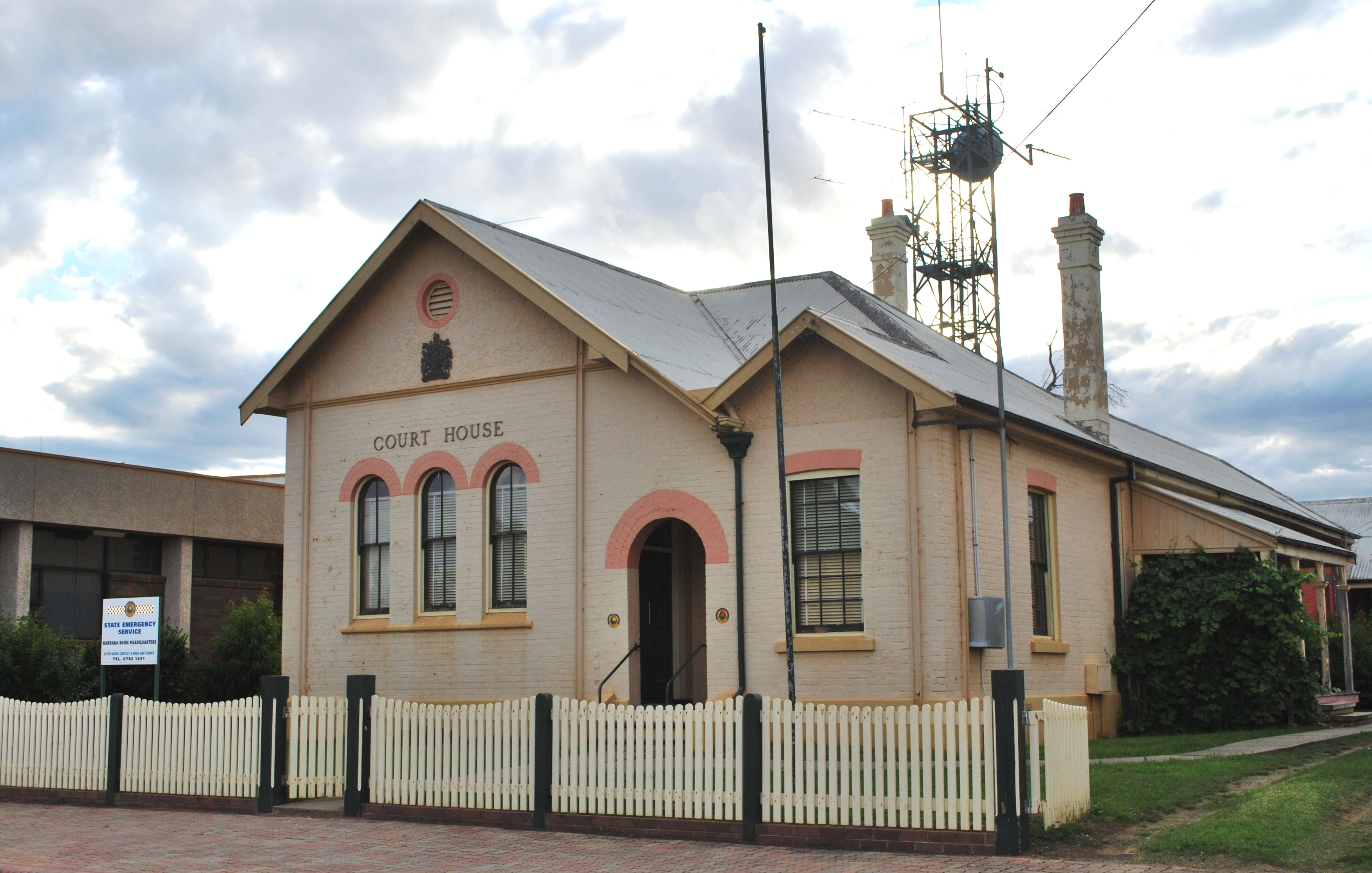
Le palais de justice, Barraba
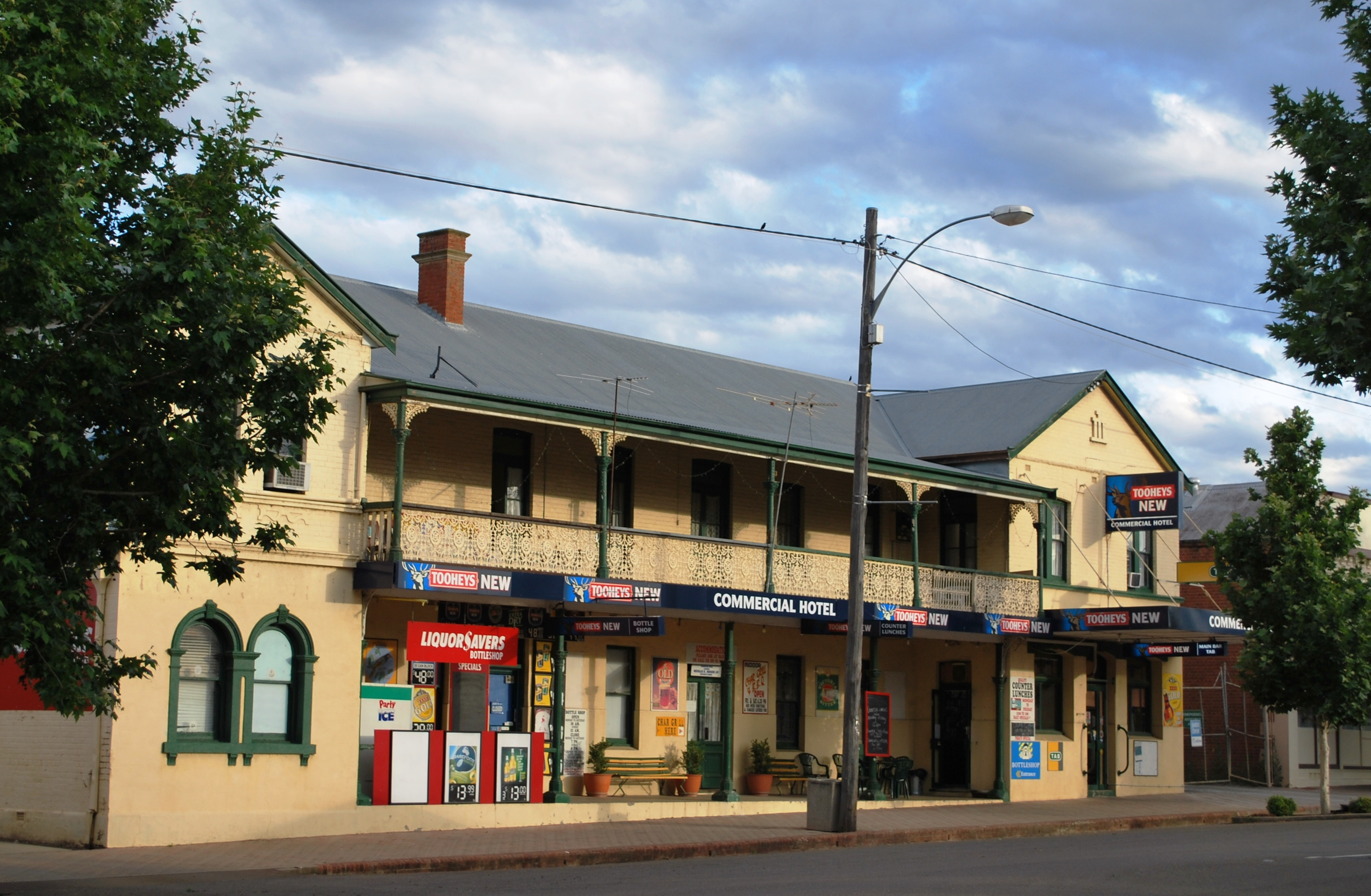
L'hôtel Commercial, Barraba
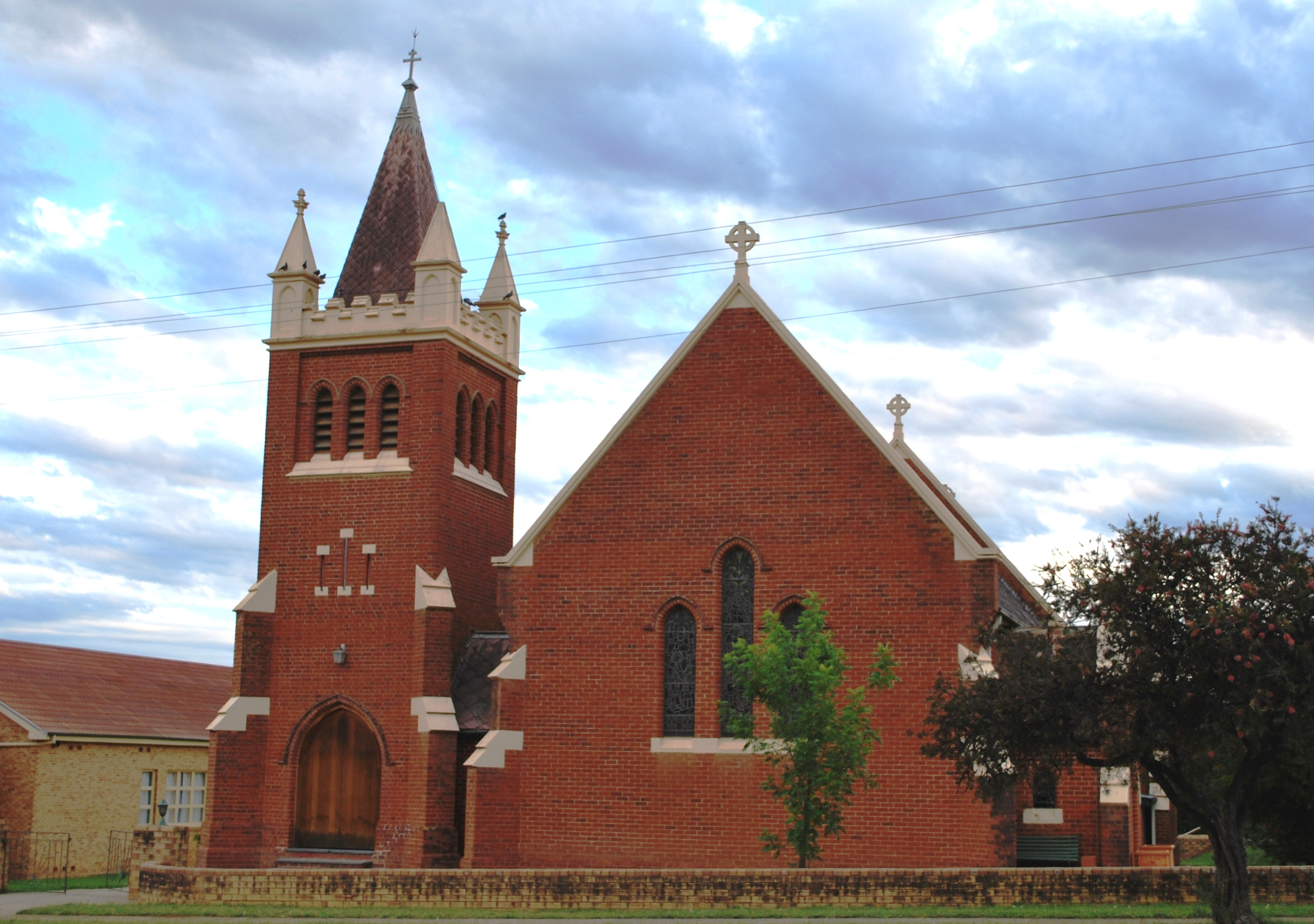
L'église anglicane, Barraba
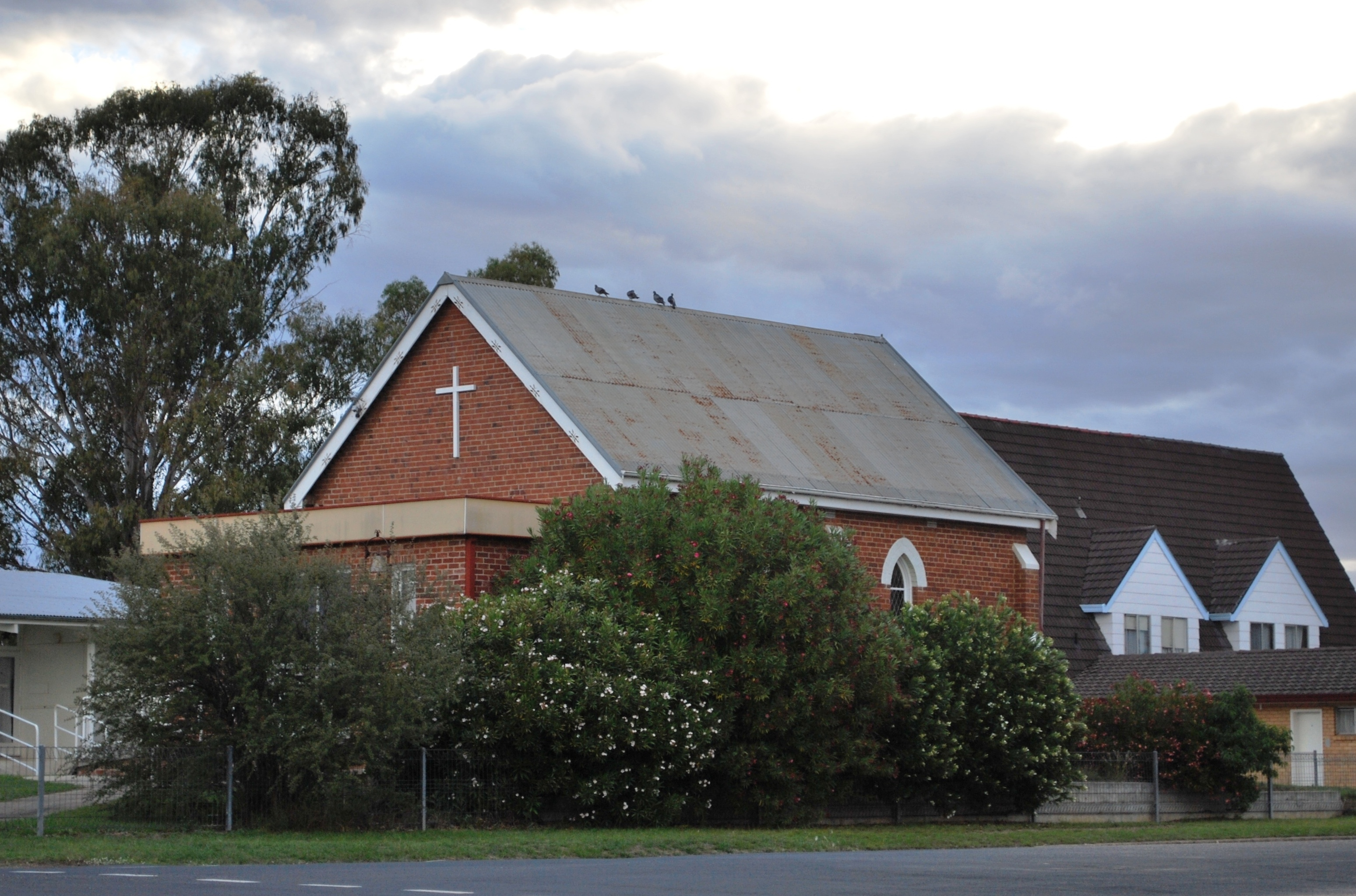
l’église méthodiste, Barraba
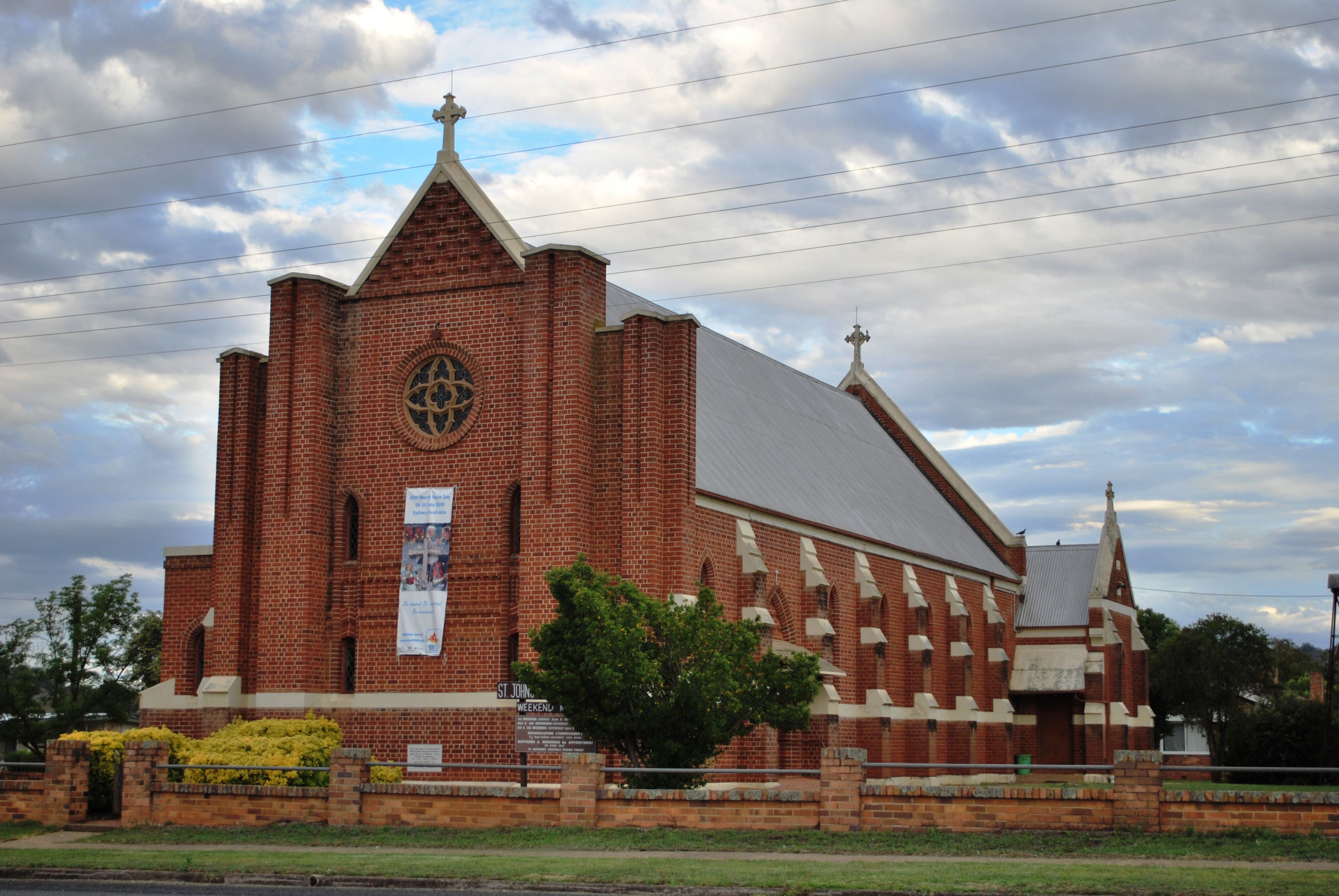
L’église catholique, Barraba
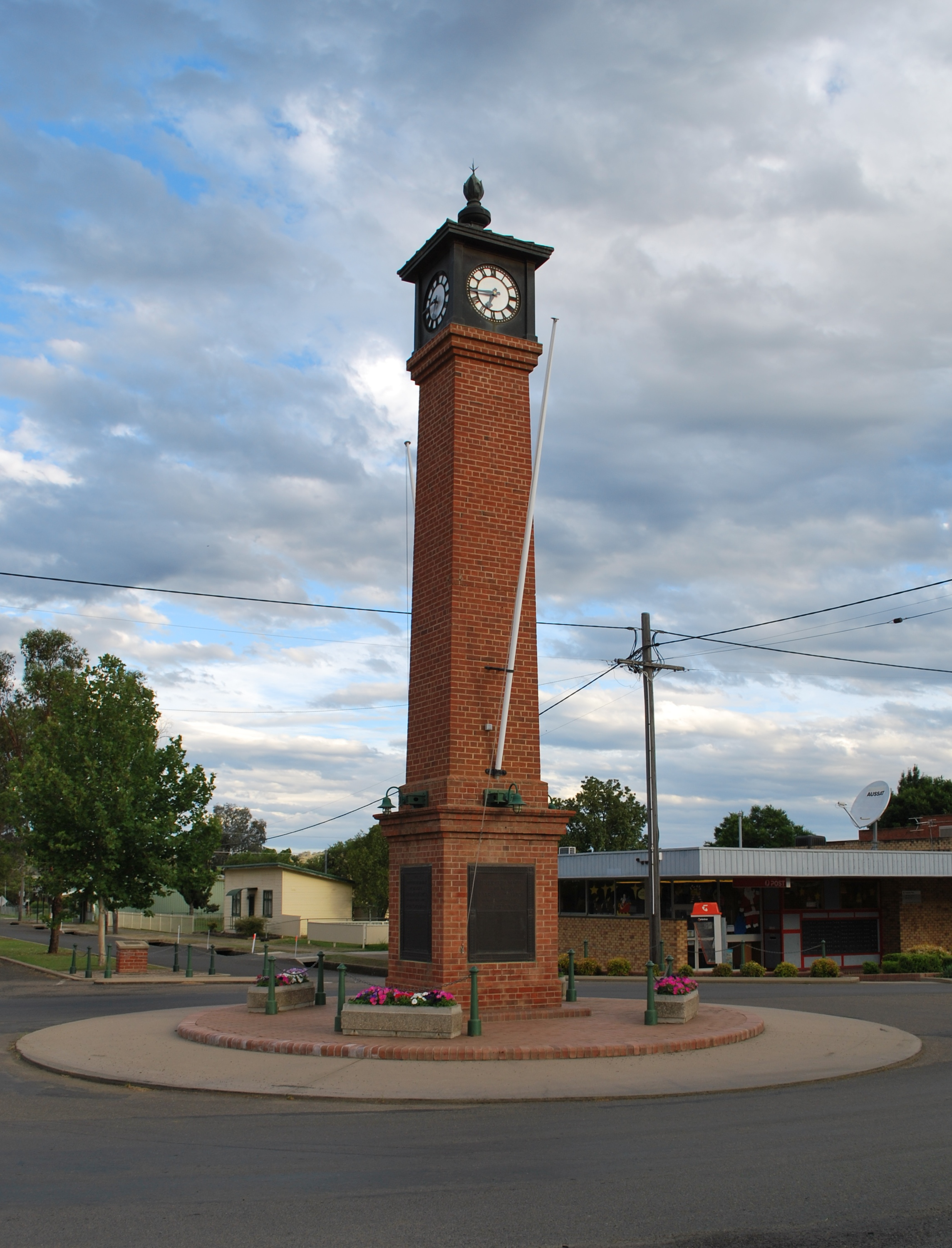
La tour de l'horloge, Barraba
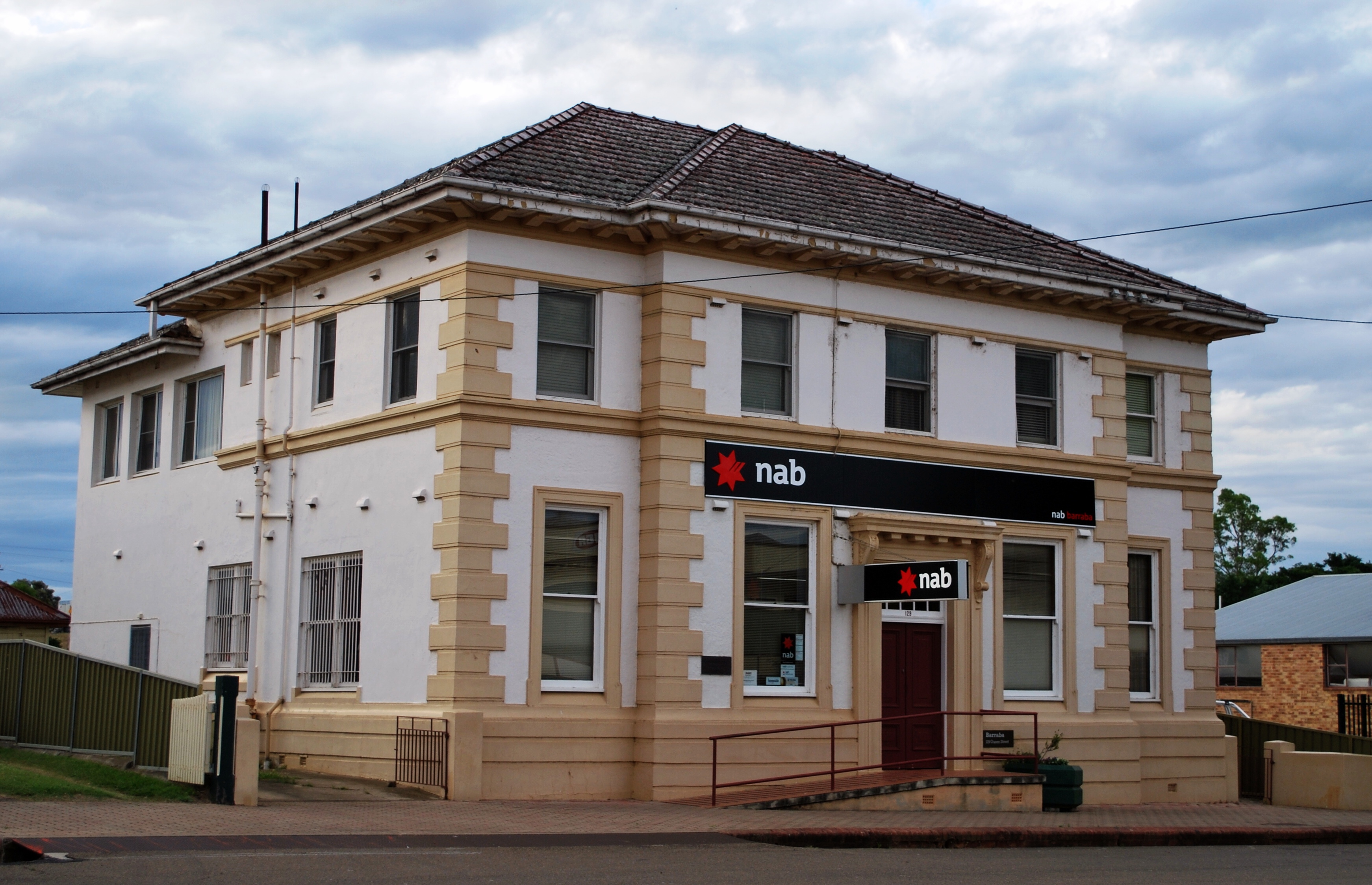
La première banque, Barraba